# Distrito de Bathinda
Bathinda (en punyabí: ਬਠਿੰਡਾ ਜ਼ਿਲ੍ਹਾ) es un distrito de la India en el estado de Punyab. Código ISO: IN.PB.BA.
Comprende una superficie de 3377 km².
El centro administrativo es la ciudad de Bathinda.

## Demografía
Según censo 2011 contaba con una población total de 1388859 habitantes, de los cuales 643984 eran mujeres y 744875 varones.

## Localidades
- Ablu
- Goniana